# Acido sialico
Il termine acido sialico (dal greco antico σίαλον, sìalon, «saliva») indica una serie di derivati N- o O- sostituiti dell'acido neuramminico, un monosaccaride a 9 atomi di carbonio. Questo nome è usato anche per indicare il composto più comune appartenente a questo gruppo, l'acido N-acetilneuramminico (NANA). Gli acidi sialici sono ampiamente presenti nei tessuti animali ma non nei batteri, specialmente nelle glicoproteine e nei gangliosidi. Il gruppo amminico può essere legato sia a un gruppo acetilico che glicolilico. I gruppi ossidrilici risultano esterificati in vario modo: con gruppi acetilici, lattilici, metilici, solfato e fosfato.

## Funzione
Una delle principali funzioni dell'acido sialico è quella di proteggere le proteine dall'attività delle proteasi. Le glicoproteine ricche in acido sialico legano la selectina, classe di molecole che consentono l'adesione cellulare, negli esseri umani e in altri organismi. Le cellule tumorali che possono metastatizzare hanno spesso molte glicoproteine ricche in acido sialico. Ciò aiuta le cellule tumorali a entrare nel torrente circolatorio in questo stadio.
Gli oligosaccaridi ricchi in acido sialico presenti nelle biomolecole glicoconiugate sulla superficie delle membrane contribuiscono a trattenere l'acqua sulla superficie delle cellule. Le regioni ricche in acido sialico concorrono alla creazione di una carica negativa sulla superficie cellulare. In questo modo l'acqua, molecola polare con due cariche parziali positive sugli atomi di idrogeno, viene attratta sulla superficie delle cellule e delle membrane. Questo contribuisce anche a mantenere la fluidità cellulare.
L'acido sialico può "nascondere" gli antigeni mannosio sulla superficie di cellule ospiti o i batteri dalla lectina legante il mannosio, prevenendo in tal modo l'attivazione del complemento. La presenza dell'acido N-acetilneuramminico nel muco associato alle membrane mucose è implicata nella prevenzione delle infezioni; agisce anche da recettore per i virus influenzali consentendo il loro attacco alle cellule mucose. Zanamivir e Oseltamivir sono farmaci antivirali derivati dall'acido sialico utilizzati per curare l'influenza.
Nelle glicoproteine l'ac. sialico serve da marcatore d'età di una proteina grazie alla sua carica negativa poiché impedisce che le molecole vengano riconosciute da recettori epatici e quindi demolite. I residui di ac. sialico vengono strappati da enzimi presenti sugli endoteli vasali quando la molecola è in circolo; per questo motivo se la molecola ha più residui di ac. sialico e questi sono meno esposti, allora avrà vita media più lunga.